# Valentin Verga
Valentin Verga (Buenos Aires, 7 oktober 1989) is een Nederlands hockeyer die voor de nationale mannenploeg en Amsterdam speelt. Daarvoor kwam hij uit voor Almere. 
Verga nam deel aan de Olympische Spelen van 2012 en de Olympische Spelen van 2016, waar hij met het Nederlands team respectievelijk tweede en vierde werd.